# Cheiloporina haddoni
Cheiloporina haddoni is een mosdiertjessoort uit de familie van de Cheiloporinidae. De wetenschappelijke naam van de soort is voor het eerst geldig gepubliceerd in 1902 door Harmer.